# Groupe ISAE
O Grupo Groupe ISAE (ISAE Group) é formado pelas seguintes escolas de engenharia aeronáutica e engenharia aeroespacial :
- Institut Supérieur de l'Aéronautique et de l'Espace
- École nationale supérieure de mécanique et d'aérotechnique
- Institut supérieur de mécanique de Paris
- École nationale de l'aviation civile[2]
- École de l'air et de l'espace
- École supérieure des techniques aéronautiques et de construction automobile

O Groupe ISAE é estabelecido sob a forma de um consórcio de cooperação entre instituições autónomas. É regido por um acordo de parceria que inclui uma carta comum.
O seu objectivo é "federar Faculdades em França no domínio da engenharia aeronáutica e espacial sob uma bandeira comum, de modo a aumentar a influência destas Faculdades, tanto a nível nacional como internacional, e promover a formação de engenheiros nos domínios da aeronáutica e aeroespacial".
Os projectos e acções realizados conjuntamente pelos membros do Groupe ISAE dizem respeito à formação, investigação e influência nacional e internacional.
Os projectos e acções do Groupe ISAE são desenvolvidos com o apoio do GIFAS (Groupement des Industries Françaises Aéronautiques et Spatiales), cujas empresas membros representam os principais empregadores dos licenciados das Faculdades do grupo.